# Tramvaiul din Viena
Rețeaua de tramvaie din Viena (în germană Wiener Straßenbahn-Netz) face parte din sistemul de transport public din orașul Viena, care este capitala Austriei și cel mai mare oraș ca mărime din Austria. Ea a funcționat ca rețea de transport cu tramvaie cu cai în perioada 1865-1903, cu tramvaie cu aburi în perioada 1883-1922 și cu tramvaie electrice din 1897. Rețeaua s-a dezvoltat mult în perioada interbelică (1918-1939) și este în prezent una dintre cele mai mari rețele mondiale de tramvai, cu o lungime totală de aproximativ 180 km. Ea are în prezent 29 de linii. 
Furnizorul de servicii este compania Wiener Linien. Lungimea totală a liniilor este de 221,5 km. Tramvaiele circulă pe un ecartament standard de 1435 mm. În 2009, un total de 186,9 milioane de pasageri au utilizat rețeaua de tramvaie din Viena.

## Linii
| Liniile de tramvai din Viena | Liniile de tramvai din Viena           | Liniile de tramvai din Viena       |
| Linia                        | De la                                  | La                                 |
| ---------------------------- | -------------------------------------- | ---------------------------------- |
| D                            | Hauptbahnhof Ost S Alfred-Adler-Straße | Nußdorf Beethovengang              |
| O                            | Raxstraße Rudolfshügelgasse            | Praterstern S U                    |
| 1                            | Stefan-Fadinger-Platz                  | Prater, Hauptallee                 |
| 2                            | Friedrich-Engels-Platz                 | Ottakringer Straße Erdbrustgasse   |
| 5                            | Praterstern S U                        | Westbahnhof S U                    |
| 6                            | Burggasse-Stadthalle U                 | Kaiserebersdorf Zinnergasse        |
| 9                            | Gersthof S Wallrißstraße               | Westbahnhof S U                    |
| 10                           | Dornbach Güpferlingstraße              | Hietzing U Kennedybrücke           |
| 18                           | Burggasse-Stadthalle U                 | Schlachthausgasse U                |
| 25                           | Aspern Oberdorfstraße                  | Floridsdorf S U                    |
| 26                           | Aspern Hausfeldstraße                  | Strebersdorf Edmund-Hawranek-Platz |
| 30                           | Floridsdorf S U                        | Stammersdorf                       |
| 31                           | Schottenring U                         | Stammersdorf                       |
| 33                           | Josefstädter Straße U                  | Friedrich-Engels-Platz             |
| 37                           | Schottentor U                          | Hohe Warte                         |
| 38                           | Schottentor U                          | Grinzing                           |
| 40                           | Schottentor U                          | Gersthof Herbeckstraße             |
| 41                           | Schottentor U                          | Pötzleinsdorf                      |
| 42                           | Schottentor U                          | Antonigasse                        |
| 43                           | Schottentor U                          | Neuwaldegg                         |
| 44                           | Schottentor U                          | Dornbach Güpferlingstraße          |
| 46                           | Dr.-Karl-Renner-Ring                   | Joachimsthalerplatz                |
| 49                           | Dr.-Karl-Renner-Ring                   | Hütteldorf Bujattigasse            |
| 52                           | Westbahnhof S U                        | Baumgarten                         |
| 58                           | Westbahnhof S U                        | Unter-St.-Veit Hummelgasse         |
| 60                           | Hietzing U Kennedybrücke               | Rodaun                             |
| 62                           | Kärntner Ring Oper                     | Lainz Wolkersbergenstraße          |
| 67                           | Otto-Probst-Platz                      | Oberlaa Therme Wien                |
| 71                           | Börsegasse Wipplingerstraße            | Zentralfriedhof 3. Tor             |

## Flota actuală

### Tramvaie cu motor
| Model         | Imagine | Anii de construcție | Număr       |
| SGP/Lohner E1 |         | 1966-1976           | 13 vagoane  |
| SGP/Lohner E2 |         | 1978-1990           | 48 vagoane  |
| Siemens ULF   |         | din 1995            | 323 vagoane |
| Flexity       |         | 2023                | 156 vagoane |

### Tramvaie remorcă
| Model     | Imagine | Anii de construcție | Număr       |
| Lohner c3 |         | 1959-1962           | 11 vagoane  |
| Lohner c4 |         | 1974-1977           | 55 vagoane  |
| Lohner c5 |         | 1978-1995           | 116 vagoane |

## Muzeu

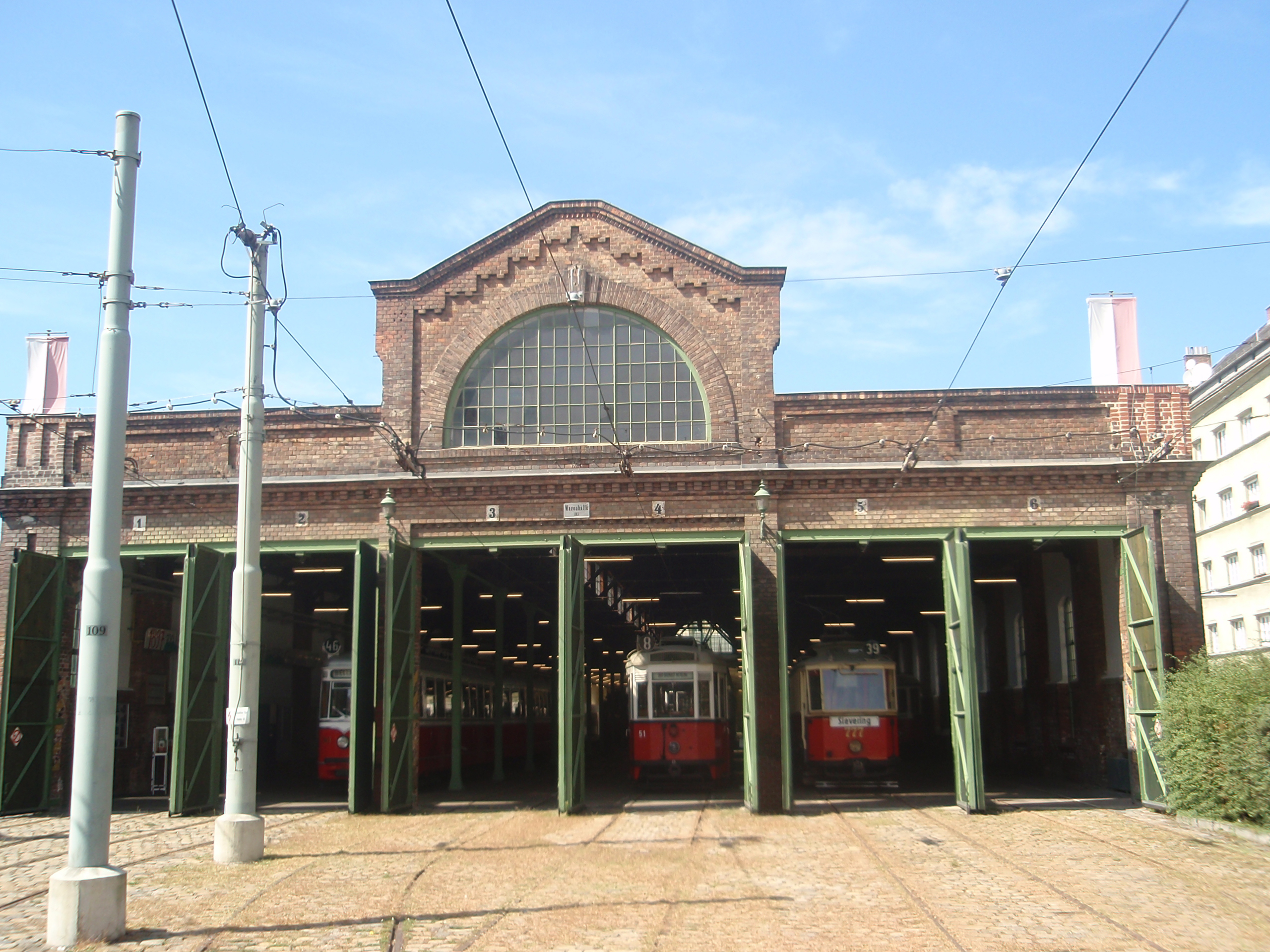
Muzeul Tramvaielor din Viena

În Viena se află un muzeu al tramvaielor denumit Wiener Straßenbahnmuseum. În acest muzeu a fost filmat videoclipul  „Jai Ho (You Are My Destiny)“ al formației Pussycat Dolls.

## Imagini

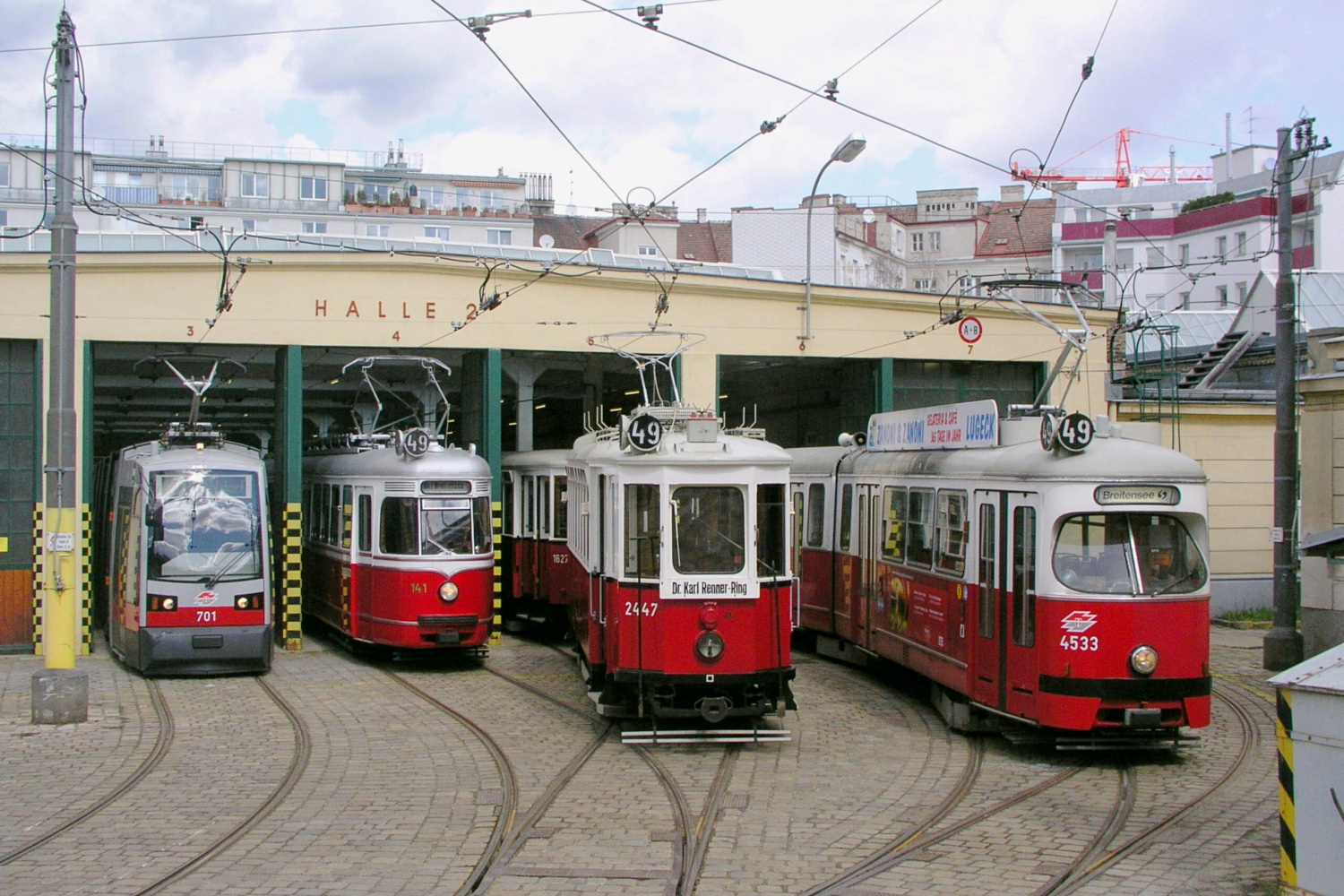
Patru generații de tramvaie în depoul Breitensee (închis în 2006) de pe linia 49.
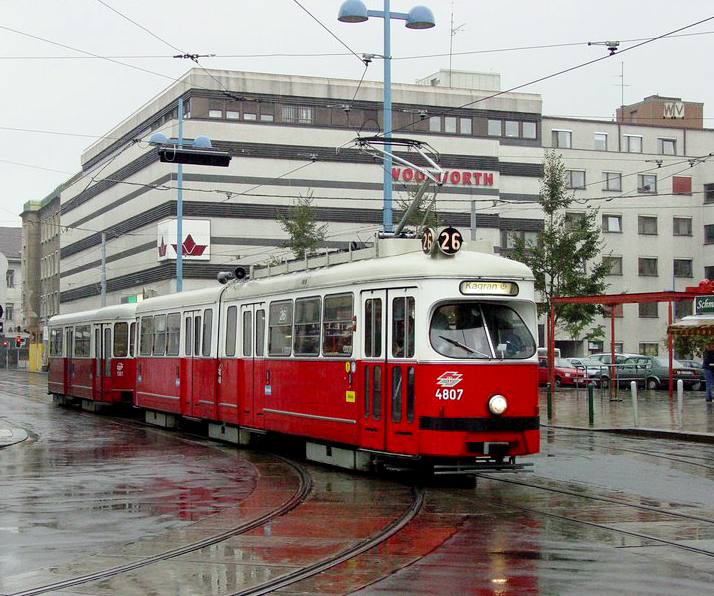
Tramcar E1 + Trailer c4.
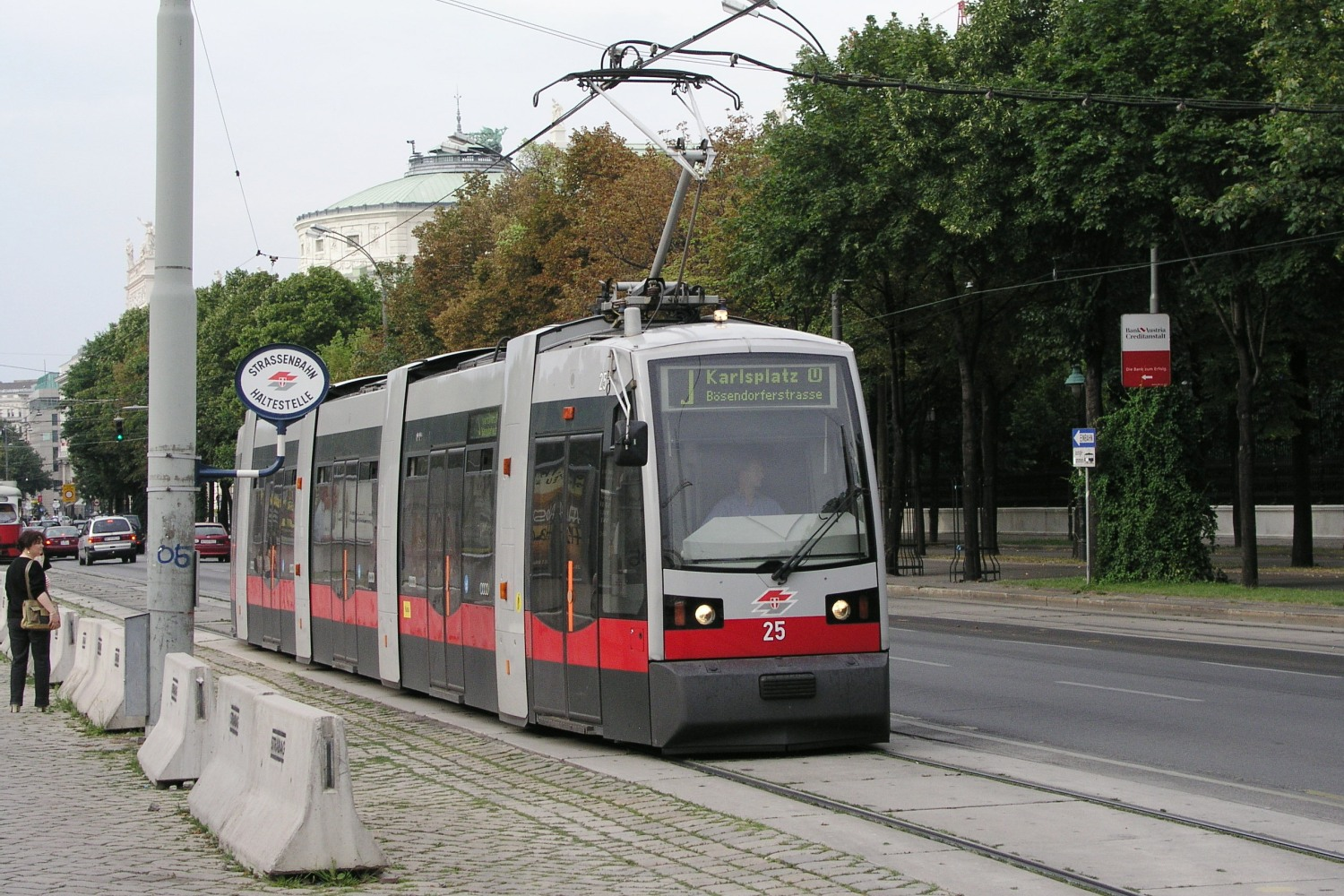
Tramcar tip A cu podea joasă.